# Програмски језици пете генерације
Програмски језици пете генерације (скраћено као 5ГЈ) јесу програмски језици базирани на решавању проблема коришћењем ограничења дата програму, уместо коришћења алгоритма које је написао програмер. Већина Ограничено-базираних и програмско логичких језика и неки декларативни језици су пета генерација језика.
Иако су програмски језици четврте генерације дизајнирани да изграђују посебне програме, језици пете генерација су дизајнирани како би рачунар решио дати проблем без програмера. На овај начин, програмер треба само да брине о томе који проблеми треба да се реше и какви услови треба да се испуне, без бриге о томе како спровести рутину или алгоритам да се проблеми реше. Језици пете генерације се углавном користи у истраживањима вештачке интелигенције. Пролог, ОПС5, и Меркур су примери пете генерације језика.
Ове врсте језика су такође подигнуте на Лиспу, многи пореклом са Лисп машина, као што је ИЦАД. Затим, постоје многи језици склопа, као што је КЛ-ОНЕ.
У 1980-им, пета генерација програмских језика се сматрала за пут будућности, а неки су предвидели да ће заменити све друге језике за развој система, са изузетком језика ниског нивоа. Пре свега, од 1982. до 1993. године Јапан је ставио много истраживања и новца у свој пројекат рачунарских система пете генерације, надајући се да ће дизајнирати огромну компјутерску мрежу машина које користе ове алате.
Међутим, како су прављени већи програми, недостаци овог приступа постали су очигледни. Испоставило се да, с обзиром на низ ограничења која дефинишу посебан проблем, смислити ефикасан алгоритам за решавање тог проблема је веома тежак проблем сам по себи. Овај кључни корак  још увек не може да се аутоматизује и идаље захтева увид људског програмера.

## Честа заблуда
Продавци су познати да повремено рекламирају своје језике као 5ГЈ. Скоро увек они су заправо продавали језике 4ГЈ са вишим степеном аутоматизације и базе знања. Пошто је пометња од 1980 избледела и од свих пројекта се на крају одустало, свест о 5ГЈ је такође опала; То је отворило врата продавцима да поново користите термин у маркетинг својих нових алата, без изазивања много контроверзије међу садашњом генерацијом програмера. 